# Trades Union Congress

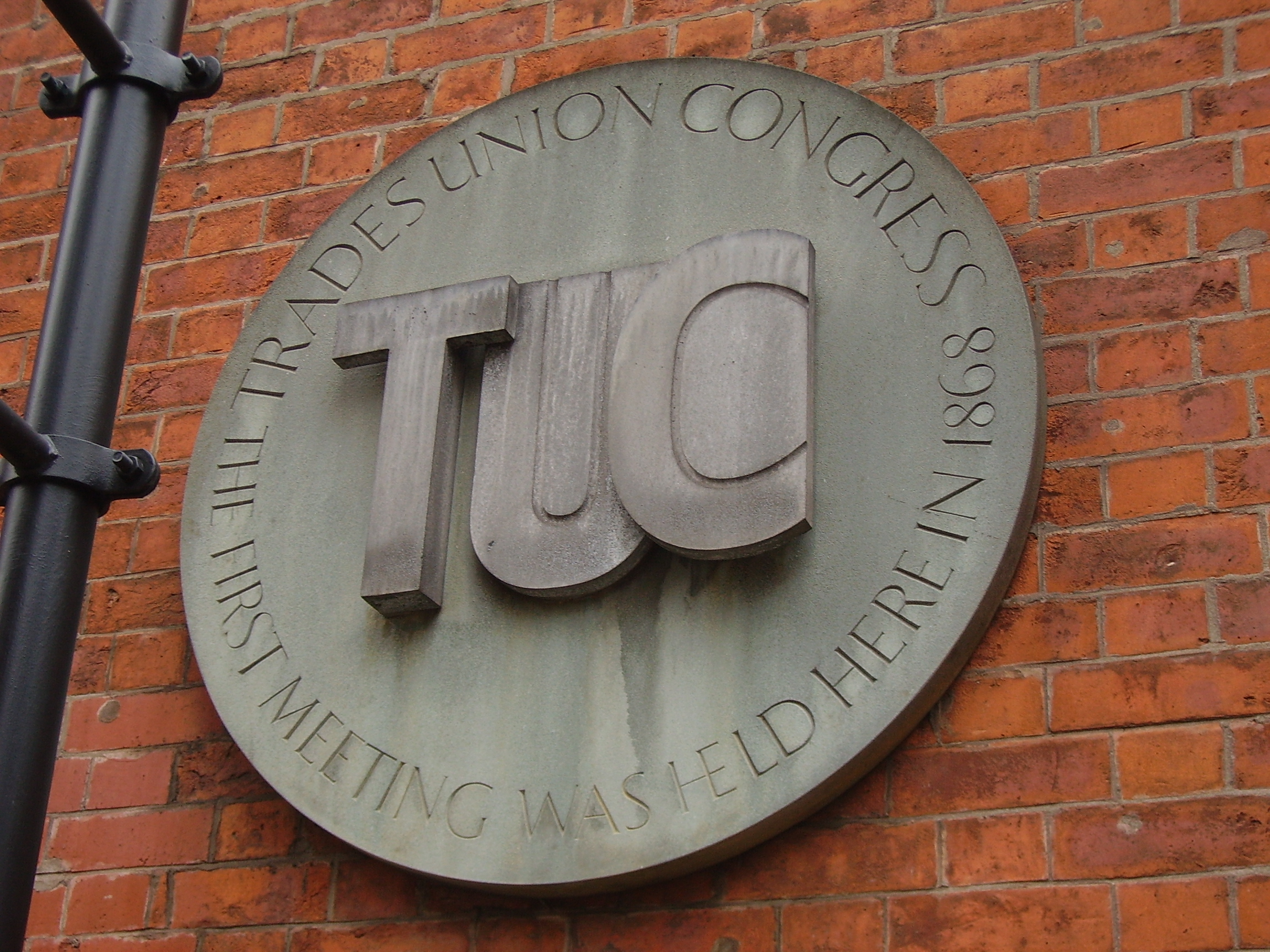
TUC:s logotyp på en minnesplakett i Manchester.

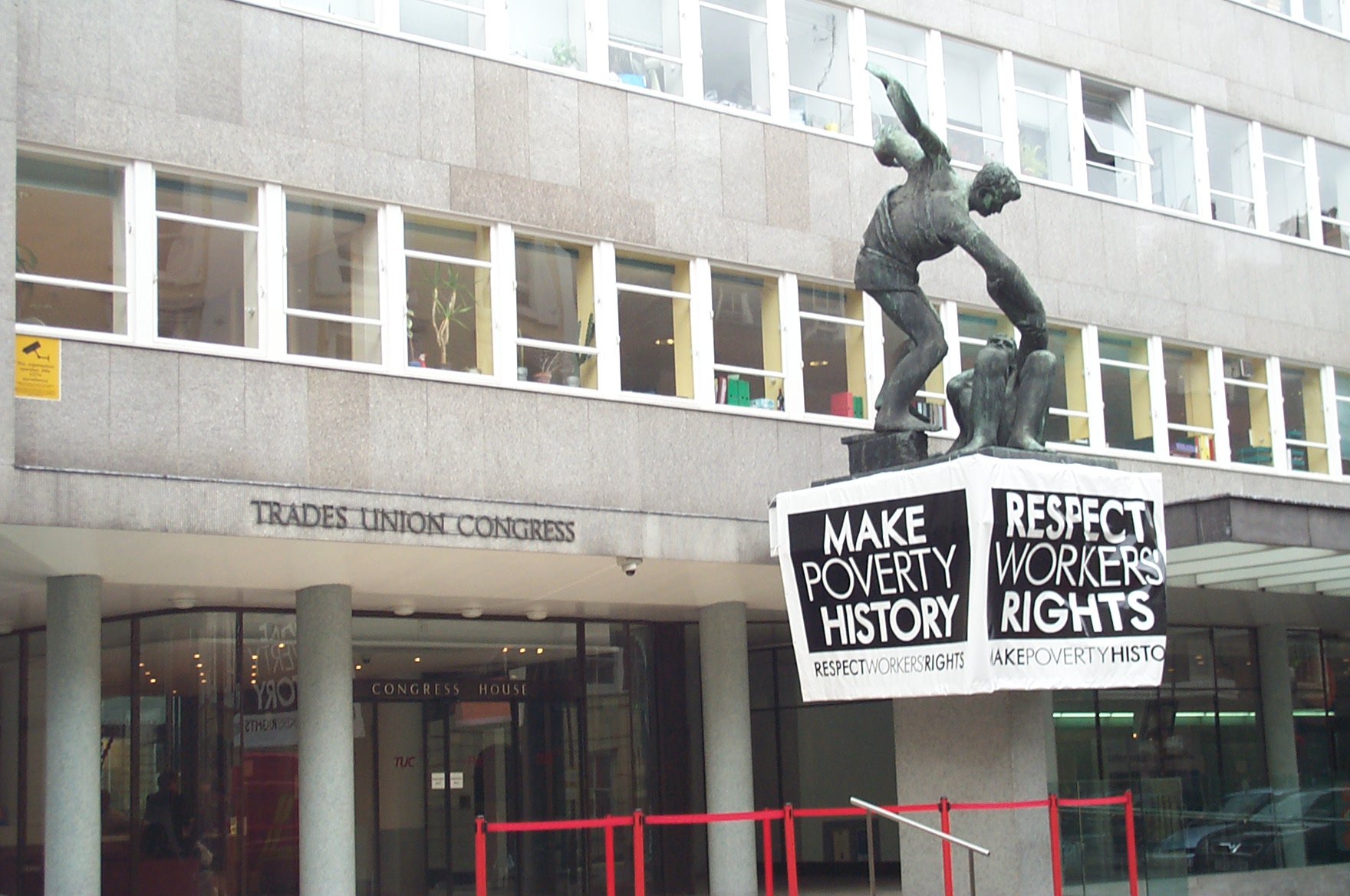
Staty utanför organisationens huvudkontor "Congress House" i London, 2005. Under statyn syns den samtida sloganen "Make Poverty History".

Trades Union Congress (TUC) är en brittisk facklig centralorganisation i England och Wales. Den består av 48 fackföreningar som totalt organiserar omkring 5,5 miljoner medlemmar (2016).
Dess historia går tillbaka till UK Association of Organised Trades som bildades 1866 i Sheffield.

## Generalsekreterare
- C.W. Bowerman (1921–1923)
- Fred Bramley (1923–1925)
- Walter Citrine (1925–1946)
- Vincent Tewson (1946–1960)
- George Woodcock (1960–1969)
- Vic Feather (1969–1973)
- Len Murray (1973–1984)
- Norman Willis (1984–1993)
- John Monks (1993–2003)
- Brendan Barber (2003–2012)
- Frances O'Grady (2013–2022)
- Paul Nowak (2022–)